# بييترو فيري
بييترو ڤيري (12 ديسمبر 1728 - 28 يونيو 1797) كان اقتصاديًّا ومؤرخًا وفيلسوفًا وكاتبًا، ومن أهم الشخصيات في الثقافة الإيطاليّة في القرن الثامن عشر. يُعد من آباء التنوير الإصلاحي اللومباردي، وأهم خبراء ما قبل آدم سميث في الوفرة ورخص السعر. 

## حداثته
وُلد بييترو ڤيري في ميلان، ابنًا أكبر لجابرييل ڤيري وباربرا داتي دِلَّا صوماليا. كانت أسرته نبيلة محافظة. وكان له 3 إخوة: أليساندرو وكارلو وجيوفاني. درس بالكلية اليسوعيّة في مونزا، ودرس خمس سنين (1740–1744) بكلية «بارنابيتس» في سانت أليساندرو بميلان، وسنتين (1744–1745) بكلية «نازارينو ديغلي سكولوبي» في روما. تلقى تعليمًا دينيًّا صارمًا، بدأ يتمرد عليه حين بلغ العشرين.
تطوع للخدمة في حرب السنوات السبع، لكي لا ينفّذ أبوه قراره ويُلحقه بالدراسات القانونية، لكنه ترك الخدمة بعد عام. في منتصف سبتمبر 1759 التقى الاقتصادي هنري لويد، فقامت بينهما صداقة استمرت مدى الحياة. بُعيد ذلك صار موقنًا أن الاقتصاد السياسي يجب أن يكون محورًا لكل التوجهات الاقتصادية والاجتماعية الجادّة. في حداثته ترجم أعمال ديستتْشز، وكتب روزنامات ساخرة (زرادشت العظيم، والتهاب الطحال) صدمت المجتمع الميلاني.
عندما بدأ ڤيري تعليم نفسه علم المجتمع المدني، استرشد بأربعة من عمالقة مفكِّري القرن الثامن عشر التنويريين: مونتسكيو وفولتير وروسو وهلفتيوس. هؤلاء جميعًا شكَّلوا ميوله المنفعية وآراءه في القانون والمجتمع المدني وأهمية الفهم التاريخي، ولا سيما المسائل الاقتصادية المتعلقة بالتجارة والمال والائتمان والضرائب. في 1761 أسّس مع أخيه أليساندرو جمعيّة أدبية اسمها «جمعية القبضات»، أخذت تَنشر من 1764 مجلة اسمها «الكافيه»، وكان بييترو ڤيري مؤسسًا ورئيسًا ومساهمًا فيهما. ظهرت الكافيه بين 1764 و1766 في أعداد متتابعة جُمعت في مجلدين. في العدد العشر من المجلد الأول مقالة كتبها بييترو عن روح الأدب الإيطالي، ووصف النيوتنية الغالِيلْيُوِية -من الناحية الفلسفية- بأنها يد تجديدية تخلق إطارًا جديدًا للتفكير المنطقي العلمي، بروح ما يمكن أن ندعوه «النيوتنية الأخلاقية». صارت مجلته مرجعًا مهمًا، وكتب فيها غيره، منهم: أخوه أليساندرو، والفيلسوف الشهير سيزاري بيكاريا، وألفونسو لونغو، وبييترو سِكِّي.

## الاقتصاد السياسي

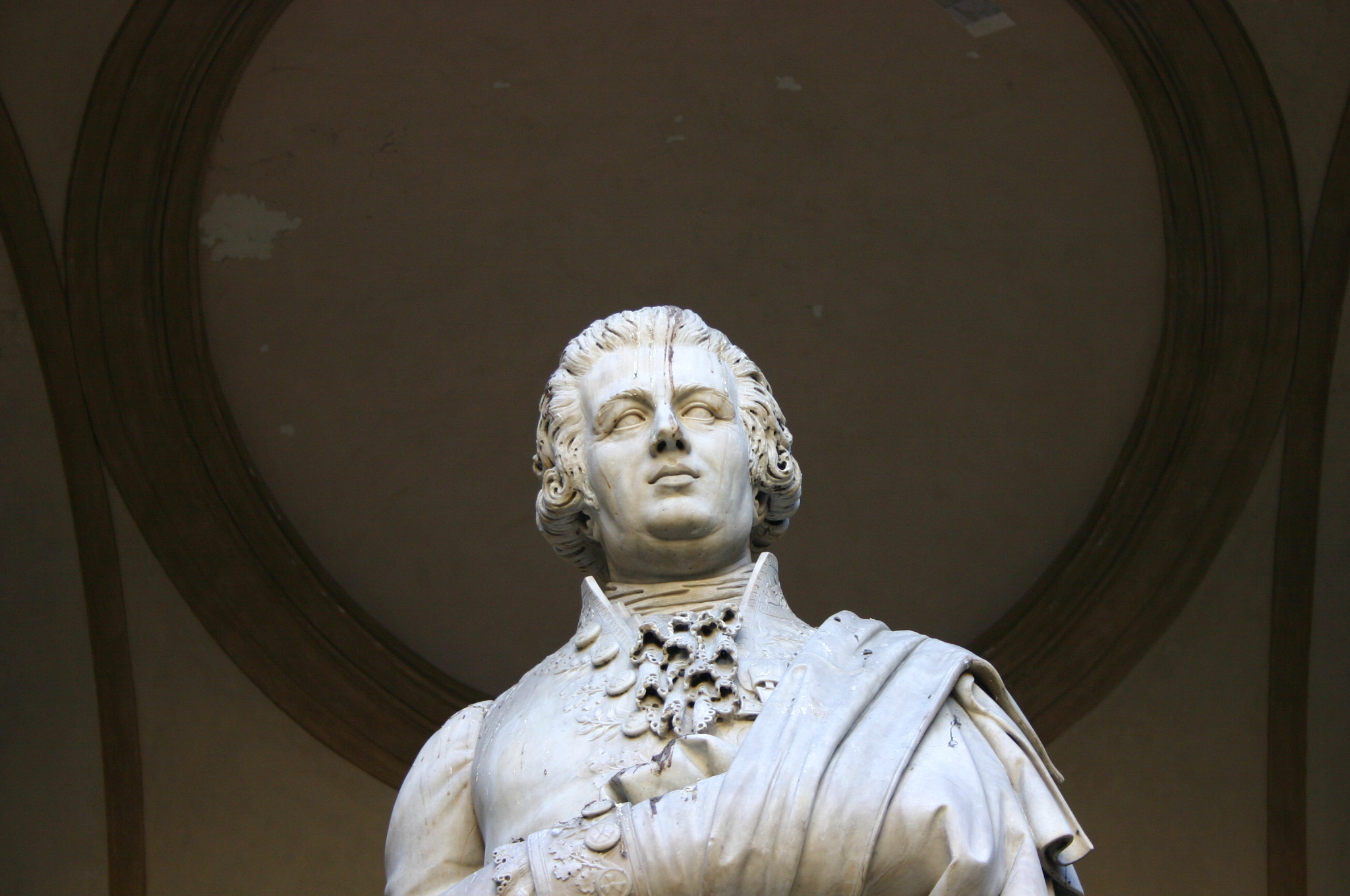
نُصُب الفيلسوف بيترو فيرّي في ساحة قصر بريرا بميلانو. الصورة بعدسة جيوفاني دالّ أورطو، 19 يناير 2007.

في 1764 أيضًا دخل مجال الإدارة العامة، وامتاز بمواقفه الإصلاحية، وتحديدًا: باقتراحه إلغاء جباية الضرائب عن طريق وسطاء. بعد توثيق «بيان ميزانية عن تجارة ولاية ميلان»، نشر ڤيري في 1769 كتاب «مبادئ التجارة»، وهو كتاب مهم مبني على تفسير موسَّع للتوجه الليبرالي في التجارة. وأتبعه في 1771 كتاب «تأملات في الاقتصاد السياسي»، الذي حوى 40 فصلًا، فنجح جدًّا ونال قبول الناس عند صدوره، إذ طُبع منه في عام واحد فقط 5 طبعات. قال شومبيتر إن ڤيري كان أول اقتصادي يتوصل إلى «ميزان المدفوعات»، وإنه أهم خبراء ما قبل آدم سميث في الوفرة ورخص السعر.
عمله مثال من أمثلة عديدة في الأدبيات الاقتصادية على تحوُّل الاقتصاد السياسي في الربع الثالث من القرن الثامن عشر إلى علم مستقل قائم بذاته. قدّم بييترو ڤيري أوّل مساهمة منهجية مبنية على اتجاهات التنوير اللومباردي في مجال الاقتصاد السياسي. بناءً على وجهة نظر ڤيري في الاقتصاد السياسي يسعنا أن نرى أهم عناصر التنوير اللومباردي ومفاهيمه المميزة في النصف الثاني من القرن الثامن عشر.
كان يرى أن هدف الاقتصاد السياسي (زيادة قوة الوطن وسلطته وسعادته) يمكن بلوغه بزيادة عدد السكان وحوافز العمل، وزيادة الإنتاج والموازنة بينه وبين الاستهلاك. وأشار ڤيري عدة مرات في أطروحته إلى أن النجاح في تحقيق ذلك الهدف يمكن قياسه بثلاث وسائل -على الأقل- عند غياب البيانات الوطنية الموثوقة: الميزان التجاري (الذي رآه وسيلة قياس قاصرة)، ومستوى سعر الفائدة (الذي رآه وسيلة قياس أفضل)، وتعداد السكان وخصائصهم (وهذا رآه أفضل وسيلة، لإمكانية القياس بدقة أكبر).
نظرية ڤيري الاقتصادية دائرة حول 3 مواضيع: الأسعار، والتوازن الإجمالي، والتوزيع.

## عمله الفلسفي
في 1763 كتب ڤيري دراسته «تأملات في السعادة» التي تُعد عادة كُتيبًا فلسفيًّا، وفيها أوضح أساسيات مقاربته للحياة المدنية. بعدئذ ازدادت المقاومة التي يواجهها عمله الإصلاحي في الإدارة، فكرّس نفسه للفلسفة. في 1773 كتب «مقالة في اللذة والألم»، وأتبعها في 1777 كتاب «تأملات في التعذيب» الذي شدد فيه على قسوة التعذيب مع انعدام جدواه.
في أهم كتابين له («مقالات عن طبيعة اللذة والألم» الصادر في 1773، و«تأملات في السعادة» الصادر في 1781) أفكار بديعة عن دور الألم و«قانون التناقضات»، تبناها لاحقًا إيمانويل كانت وشوبنهاور وفيلهلم فونت، وتكلم عنها ليون دومون وفرانسسك بوليير.

## تأثيره
بلغت كتب ڤيري فولتير، وقال دي فيليس إن فولتير وصف «تأملات» ڤيري بأنها «أصدق ما قرأه عن الاقتصاد السياسي وأحكمه وأوضحه على الإطلاق». لكن لا يوجد في مجموعة أعمال فولتير أي خطاب منه إلى ڤيري، ولا أي إشارة إلى أعماله. لكن ذكر كاسباري شكر فولتير لڤيري أنْ أرسل إليه نسخة من تأملاته، في 19 مارس 1772 تحديدًا.
وأما آدم سميث، فضَمَّت مكتبته طبعتين من تأملات ڤيري في الاقتصاد السياسي (1771 و1772)، وقدرة آدم على قراءة الإيطالية معروفة موثَّقة.

## أواخر حياته وأعماله
في 1777 بدأ كتابة «تاريخ ميلان» (في مجلدين، 1783 و1798) الذي يُعد مثالًا بارزًا للتأريخ التنويري. ألهمته إصلاحات جوزيف الثاني الكَنَسية كتابة «حوار بين بيوس السادس وجوزيف الثاني في فيينا» في 1782، وأتبعه كتاب «اضمحلال البابا» المتأثر بخيبة أمله من قلة تأثر البابوية بالأفكار التنويرية. بعد ازدياد استبداد جوزيف الثاني، تنازل ڤيري في 1786 عن كل منصب في إدارة لومبارديا النمساوية، وبعد 10 سنين -عقب الغزو الفرنسي- عاد بصفته عضوًا في بلدية ميلان. كان من مؤسسي الجمهورية الألبية. على رغم رفض ڤيري للتجاوزات اليعقوبية، رحب باحتمالية التحسن أخلاقيًّا واقتصاديًّا عقب الثورة الفرنسية، التي رآها متأثرة بحركة التنوير. في 1786 انتُخب عضوًا أجنبيًّا في «الأكاديمية الملكية السويدية للعلوم». 
أثناء اجتماع في دار البلدية ليلة 28 يونيو 1797، مات في الثامنة والستين من عمره بنوبة سَكتِيَّة مفاجئة، ودُفن إلى جوار زوجته. في 1997 احتُفل بذكراه المئوية الثانية بوضع صورته على طابع بريدي إيطالي.

## روابط خارجية
- بييترو فيري على موقع الموسوعة البريطانية (الإنجليزية)